# Барлик (Тива)
Сільське поселення (сумон) Барлик входить до складу Барун-Хемчицького кожууна Республіки Тува Російської Федерації.

## Населення
Населення сумона станом на 1 січня року
| Рік    | 2011 | 2012 | 2013 | 2014 | 2015 |
| ------ | ---- | ---- | ---- | ---- | ---- |
| Насел. | 1465 | 1448 | 1827 | 1439 | 1433 |